# Brian Blair
Brian Leslie Blair, noto come B. Brian Blair (Gary, Indiana, 12 gennaio 1957), è un ex wrestler e politico statunitense.
Conosciuto soprattutto per il periodo trascorso negli anni ottanta nella World Wrestling Federation come membro, insieme a Jim Brunzell, del tag team The Killer Bees.

## Carriera

### World Wrestling Federation (1985–1988)
Quando Blair firmò con la WWF per la terza volta, non fu utilizzato semplicemente come jobber, bensì fu messo in coppia con Jim Brunzell nel tag team The Killer Bees, dietro suggerimento di Hulk Hogan. La coppia combatteva da face (beniamini del pubblico) indossando una tenuta gialla e nera, in onore al colore delle api. All'inizio al team fu data la gimmick speciale detta "Masked Confusion", seconda la quale entrambi i lottatori combattevano indossando delle maschere identiche durante i match per confondere i propri avversari. L'idea della gimmick era stata suggerita a Blair da Billy Red Lyons che l'aveva utilizzata nella Maple Leaf Wrestling. Successivamente le maschere furono accantonate. Il duo fu costantemente in competizione per il titolo WWF World Tag Team ma non riuscì mai a vincere le cinture, anche se i Killer Bees avevano molto riscontro da parte dei fan. La loro rivalità maggiore fu con The Hart Foundation, Bret Hart & Jim Neidhart, con i quali lottarono dai "300 ai 600" match secondo quanto riferito dallo stesso Blair. I Killer Bees ebbero anche un feud con i Funks (Hoss, Terry & Jimmy Jack). Li affrontarono davanti a un pubblico di 70,000 persone allo show The Big Event svoltosi a Toronto in Canada.
Poco tempo dopo SummerSlam 88, il team si divise senza una motivazione apparente. Brunzell e Blair cominciarono a lottare come wrestler singoli. Nel suo primo match dopo la fine dei Killer Bees, Blair sconfisse Danny Davis a Prime Time Wrestling il 27 settembre 1988. 
Questa sarebbe stata la sua unica vittoria degna di nota quel mese.
Alla fine del 1988, Blair lasciò la WWF citando come motivazione il fatto che il proprietario della compagnia, Vince McMahon, aveva promesso ai Killer Bees la vittoria del WWF Tag Team Championship per tre volte senza mai mantenere la promessa. Blair disse anche che gli era stato chiesto di aiutare la coppia heel The Brain Busters (Arn Anderson & Tully Blanchard), e non volendo diventare uno dei "cattivi" a sua volta, rifiutò e decise di lasciare la compagnia. Brunzell e Blair si lamentarono ancora in seguito di Vince McMahon perché la WWF continuava a vendere il merchandising dei Killer Bees senza il loro permesso e senza dare loro compensi economici.

### American Wrestling Association (1990)
Dopo aver lasciato la WWF nel 1988, Blair tornò a lottare nel 1990 firmando un contratto a breve scadenza con la American Wrestling Association di Verne Gagne. Blair sfidò Larry Zbyszko per il titolo AWA World Heavyweight Championship, ma vinse solo per squalifica e quindi il titolo rimase a Zbyszko.

### Universal Wrestling Federation (1990–1994)
Blair fu uno dei primi nomi messi regolarmente sotto contratto da Herb Abrams per la sua Universal Wrestling Federation e divenne presenza fissa negli show della compagnia alla fine del 1990. Nella UWF si riunì con Jim Brunzell ma poiché la WWF era proprietaria dei diritti sul nome "The Killer Bees", la coppia fu rinominata "Masked Confusion". Il tag team lottò nel primo ed unico pay-per view della UWF, Beach Brawl, dove Blair & Brunzell sconfissero i Power Twins. Inoltre furono anche gli unici campioni di coppia della federazione. Conquistarono le cinture sconfiggendo i "New Powers of Pain" (The Warlord & Power Warrior) allo show Blackjack Brawl.

## Titoli e riconoscimenti
- Cauliflower Alley Club
  - Other honoree (2002)
- Championship Wrestling from Florida
  - NWA Florida Heavyweight Championship (2)
  - NWA Florida Tag Team Championship (2) – con Steve Keirn (1) e Cyborg (1)
  - NWA Southern Heavyweight Championship (Florida version) (1)
- George Tragos/Lou Thesz Professional Wrestling Hall of Fame
  - Lou Thesz Award (2015)[6]
- NWA Big Time Wrestling
  - NWA American Tag Team Championship (1) – con Al Madril[7][8]
- NWA Central States
  - Central States Tag Team Championship (1) – con Bulldog Bob Brown
- NWA Tri-State
  - NWA Tri-State Junior Heavyweight Championship (1)
- National Wrestling League
  - NWL Tag Team Championship (1) – con Paul Orndorff
- Universal Wrestling Federation
  - UWF World Tag Team Championship (1) – con Jim Brunzell
- Wrestling Observer Newsletter
  - Most Underrated Wrestler (1984)
- World Wrestling Federation
  - $5,000 Battle Royal vincitore (con Jim Brunzell)
  - Frank Tunney Sr. Memorial Tag Team Tournament (1987)[9] – con Jim Brunzell[9][10]
- Connecticut Hall of Honor
  - Classe del 2017